# Basílica del Santuario de Nuestra Señora de los Dolores

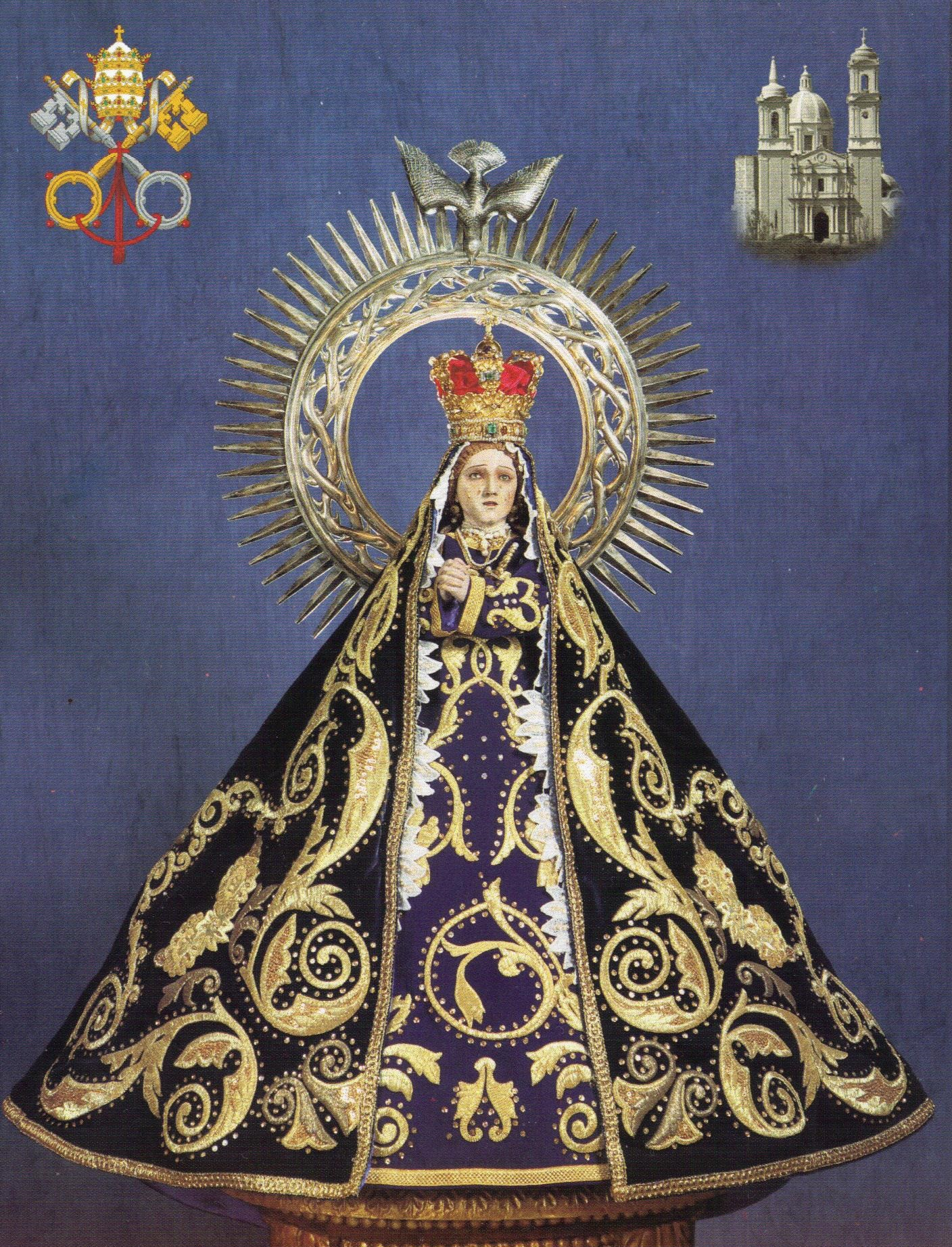
La Virgen de los Dolores, venerada en la Basílica de Soriano

La basílica del Santuario de Nuestra Señora de los Dolores, o simplemente, basílica de Soriano, es un santuario católico ubicado en la cabecera municipal del municipio de Colón (Querétaro). Es el centro de culto de una imagen de la Virgen María en su advocación de Nuestra Señora de los Dolores de Soriano, que recibe anualmente más de dos millones de peregrinos, convirtiéndose en un centro de culto mariano de gran importancia para la zona de El Bajio convirtiéndose en el santuario Mariano y en el recinto religioso más visitado del Bajío mexicano y del Estado de Querétaro. 
Construido entre 1880 y 1912, se encuentra anexo a la misión de santo Domingo de Soriano. La historia señala que su construcción se debe a la gran afluencia de peregrinaciones al templo de santo Domingo para venerar a la imagen de la Virgen de los Dolores.
Con características arquitectónicas del neoclásico, es un templo de planta de cruz latina con interiores ornamentados con monogramas de María y cruces griegas doradas, el templo se distingue por sus grandes dimensiones y su magnificencia artística fue nombrada Basilica Menor el 11 de agosto del 2008 en un decreto de su Santidad Benedicto XVI.

## Cronología
- 1880: se pone la primera piedra.
- 1912: el templo es consagrado a la Virgen de los Dolores de Soriano.
- 1962: es declarado santuario.
- 2008: el 8 de noviembre el papa Benedicto XVI le concede el título de basílica menor.